# Deni Loubert
Deni Loubert (née Denise Loubert le 30 septembre 1951 à Timmins) est une éditrice canadienne de bande dessinée, fondatrice en 1977 d'Aardvark-Vanaheim avec son compagnon Dave Sim. Après leur divorce en 1984, elle s'installe aux États-Unis et fonde Renegade Press, qui récupère l'ensemble des titres d'Aardvark-Vanaheim hormis Cerebus. La crise de l'industrie du comic book de la fin des années 1980 la force à cesser ses publications en 1988. Depuis, elle a travaillé comme conseillère éditoriale ou agente.

## Prix et récompenses
- 1987 :  Prix Inkpot
- 2010 :  Temple de la renommée de la bande dessinée canadienne